# Маркус Кінк
Маркус Кінк (нім. Marcus Kink; 13 січня 1985, місто Дюссельдорф, Німеччина) — німецький хокеїст, нападник. Виступає за «Адлер Мангейм» (Німецька хокейна ліга). Син відомого в минулому хокеїста Георга Кінка та молодший брат Георга Кінка (молодшого).

## Кар'єра
Кінк грав до 2002 року в Німецькій елітній юніорській лізі, з 2002 по 2004 рік виступав у 2.Бундеслізі у складі клубу СК Ріссерзеє — провів 5 матчів в регулярному чемпіонаті та один матч в плей-оф. На початку сезону 2002/03 років переїхав до «Кельнер Гайє», також виступав у EV «Дуйсбург» в 2-й Бундеслізі. З 2004 року, підписав угоду з «Адлер Мангейм», з яким він виграв Кубок Німеччини та чемпіонат у сезоні 2006/07 років. У листопаді 2009 року Кінк продовжив контракт ще на три роки до 2013 року з «орлами».
З 2004 Маркус виступає в складі національної збірної Німеччини, зокрема на чемпіонатах світу 2011, 2012 та 2013 років.

## Досягнення
- Чемпіон Німеччини у складі «Адлер Мангейм» — 2007.
- Чемпіон Німеччини у складі «Адлер Мангейм» — 2015.